# Roberto Falaschi
Roberto Falaschi (Cascina, Pisa, Toscana, 9 de juny de 1931 - Pisa, 30 de maig de 2009) va ser un ciclista italià que fou professional entre 1954 i 1963. En el seu palmarès destaca, per damunt de tot, la victòria en una etapa del Giro d'Itàlia de 1960.

## Palmarès
- 1955
  - 1r al Giro de les dues províncies
- 1956
  - Vencedor d'una etapa del Tour d'Europa
- 1957
  - 1r al Gran Premi Ceramisti
  - 1r a la Coppa Martire
- 1960
  - Vencedor d'una etapa al Giro d'Itàlia

### Resultats al Tour de França
- 1959. Abandona (22a etapa)
- 1960. 49è de la classificació general
- 1961. 50è de la classificació general
- 1962. 84è de la classificació general
- 1963. Abandona (16a etapa)

### Resultats al Giro d'Itàlia
- 1955. Abandona (19a etapa)
- 1957. Abandona
- 1958. 50è de la classificació general
- 1959. 60è de la classificació general
- 1960. 56è de la classificació general. Vencedor d'una etapa
- 1961. 59è de la classificació general
- 1962. 37è de la classificació general
- 1963. 49è de la classificació general

### Resultats a la Volta a Espanya
- 1956. Abandona (12a etapa)
- 1961. Abandona